# Trichostomum arcticum
Trichostomum arcticum là một loài Rêu trong họ Pottiaceae. Loài này được Kaal. miêu tả khoa học đầu tiên năm 1900.